# Hiéroglyphe égyptien O45
Le petit bâtiment voûté, en hiéroglyphes égyptiens, est classifié dans la section O « Bâtiments, parties de bâtiments etc. » de la liste de Gardiner ; il y est noté O45.

## Représentation
Il représente un bâtiment vouté (le harem ?), forme plus moderne et simplifié de l'hiéroglyphe O46. Il est translittéré jpt.

## Utilisation
| i | p · t | O45 | / | O45 |

| i | p · t | O45 | / | O45 |

| O46 |

| O46 |